# Бибиков, Илларион Михайлович
 Илларион Михайлович Бибиков  (1793—1860) — русский государственный деятель из рода Бибиковых: генерал-лейтенант, сенатор, губернатор — нижегородский (1829-31), калужский (1831-37) и саратовский (1837-39).

## Биография
Родился в семье псковского вице-губернатора, статского советника, капитана Михаила Ивановича Бибикова. Окончил Дерптский университет. В 1812 году поступил в армию офицером, участвовал в Отечественной войне 1812 года и заграничных походах русской армии в 1813—1814 годах. Служил в Александрийском гусарском полку. В 1814 году назначен адъютантом к саксонскому военному губернатору генерал-адъютанту князю Репнину, произведён в штабс-ротмистры. С 28 октября 1814 года — в лейб-гвардии Гусарском полку, оставаясь до 1815 года адъютантом при Репнине. 13 февраля 1817 года произведён в ротмистры, затем 24 апреля 1819 года — в полковники. С 1821 по 1822 год служил старшим адъютантом дежурного генерала Главного штаба русской армии. С 1825 по 1828 год занимал должность директора канцелярии начальника Главного штаба. С 30 августа 1825 года — флигель-адъютант императора, во время восстания декабристов 14 декабря 1825 года Бибиков находился при императоре и был избит солдатами.
В 1828 году перешёл на гражданскую службу в чине действительного статского советника. 25 марта 1828 переименован в генерал-майоры от кавалерии. В апреле 1829 года назначен нижегородским губернатором, в сентябре 1831 года — калужским губернатором, в 1837 году — саратовским губернатором. С 1840 года переведён в лёгкую кавалерию, затем в около 1850 года — в Корпус путей сообщения.
После 1855 года (при Александре II) произведён в генерал-лейтенанты и назначен сенатором.
Умер в 1860 году.

## Масонство
Масон, к 1816 году член петербургской ложи «Соединённые друзья». Затем стал членом-основателем полтавской ложи «Любовь к истине».

## Награды
- Орден Святого Георгия 4-й степени за 25 лет выслуги (12.01.1846)
- Орден Святого Владимира[3] 3-й степени (12.12.1823) и 4-й степени с бантом (23.08.1812)
- Орден Святой Анны[3] 1-й степени (21.04.1830, корона к ордену 18.04.1837) и 2-й степени (03.03.1820).
- Орден Меча[3], рыцарский крест[4] (королевство Швеция)
- Орден «Pour le Mérite»[3] (королевство Пруссия)

## Семья
Жена — Екатерина Ивановна Муравьева (1795 — 08.09.1849), дочь И. М. Муравьёва-Апостола, сестра трёх декабристов; с 1811 года фрейлина великой Екатерины Павловны. В браке родились сыновья:
- Михаил (21.10.1818[8]) — крестник Александра I и графа М. А. Милорадовича; майор[1], в браке с Софьей Никитичной Муравьёвой[6], дочерью декабриста Н. М. Муравьёва[2];
- Александр (род. 04.05.1826[нет в источнике]) — надворный советник[1],
- Иван (07.06.1822—до 1835),
- Илларион (род. 1831) — действительный статский советник[1],
- Сергей (род. 1832) — полковник[1],
- Владимир (род. 1834) — офицер, затем титулярный советник[1];

и пять дочерей, в том числе:
- Анна (род. 04.06.1823),
- Ольга (род. 26.10.1824),
- Екатерина (род. 1830) — в замужестве Коробьина[2], жена сенатора Владимира Григорьевича Коробьина (1826—1895). Их сыну, Владимиру Владимировичу Коробьину, в 1886 году перешли фамилии прервавшихся родов и он стал именоваться Муравьёв-Апостол-Коробьин[2].